# Bieżanów

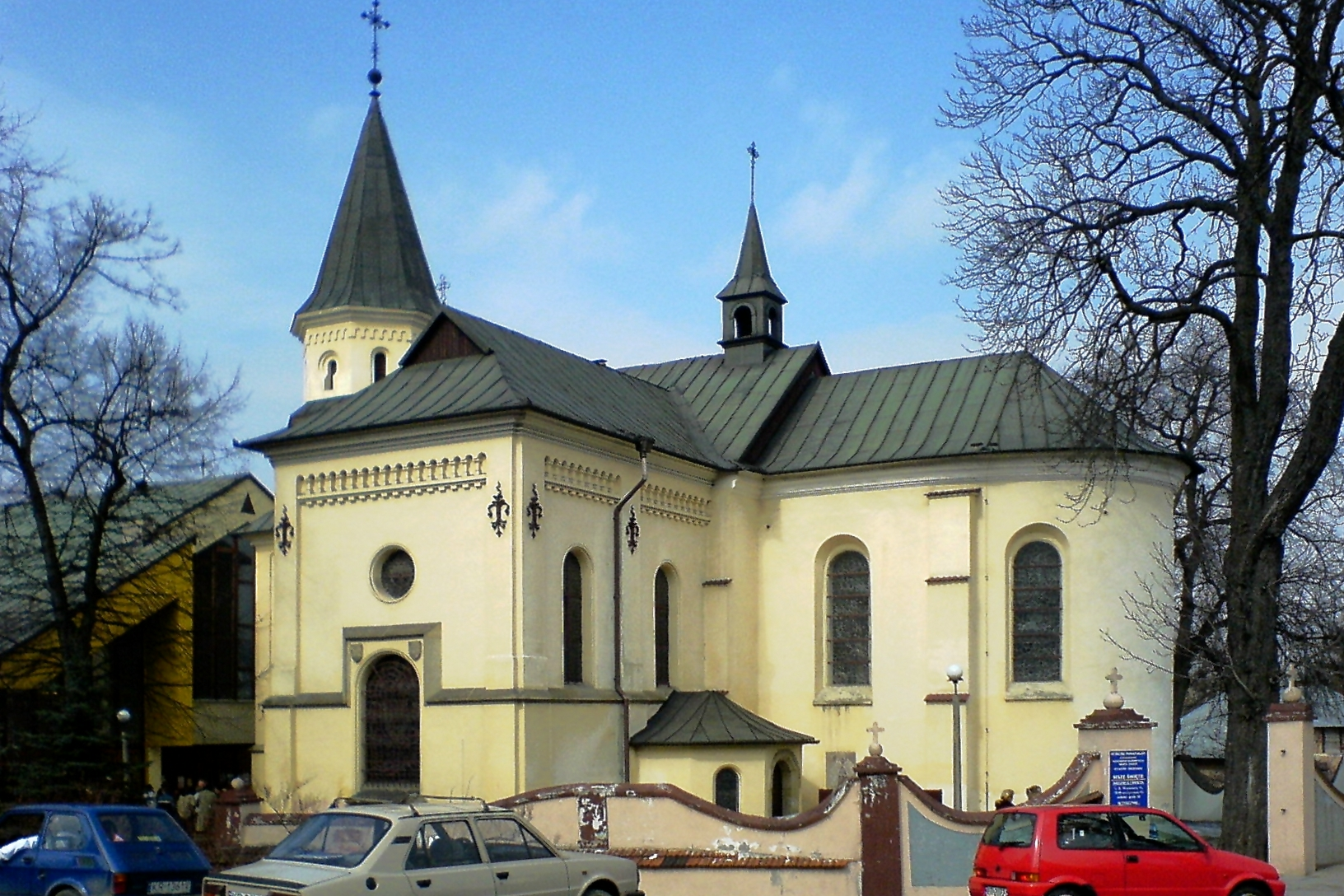
Ortskirche

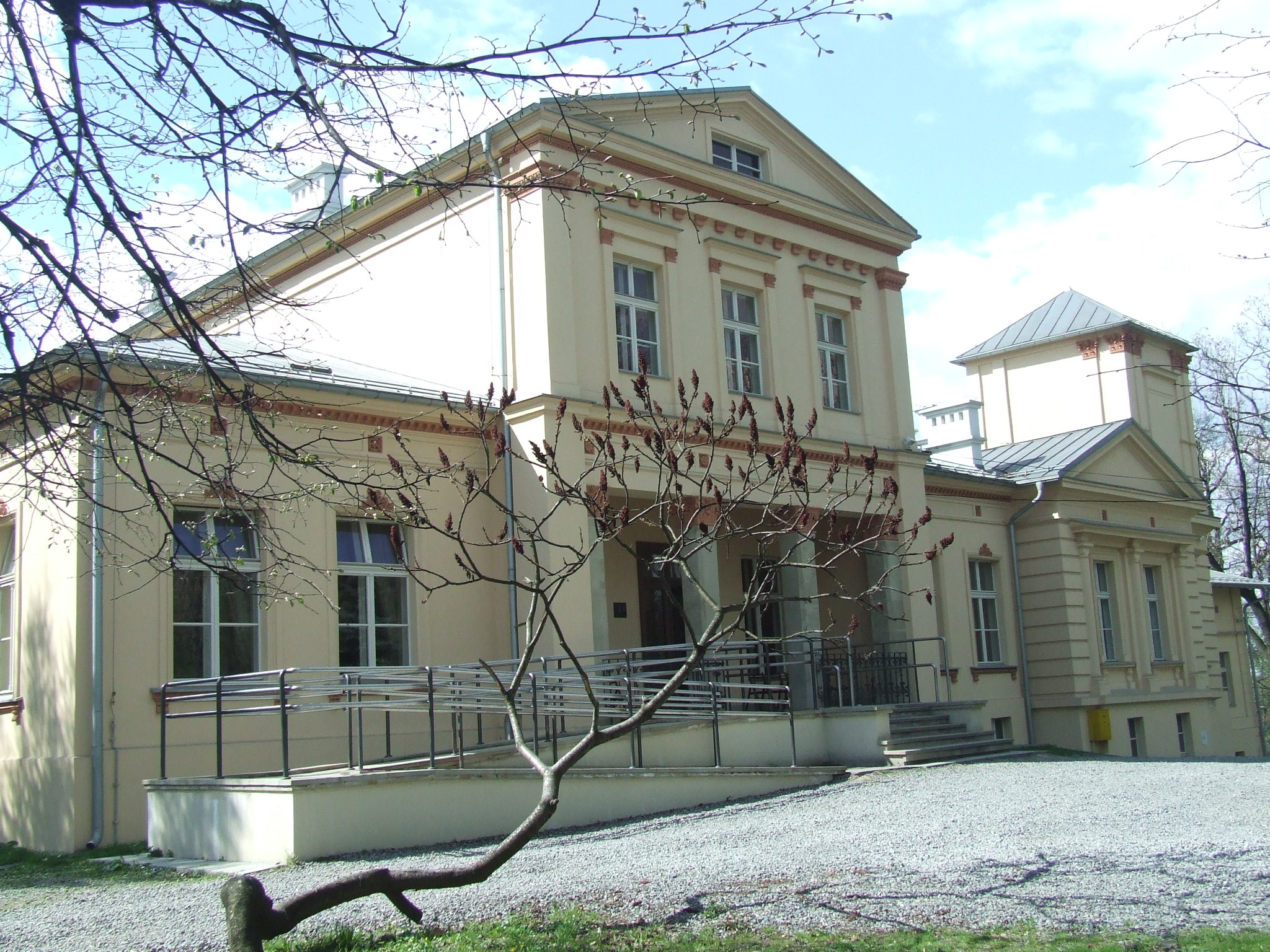
Czecz de Lindenwald-Gutshof

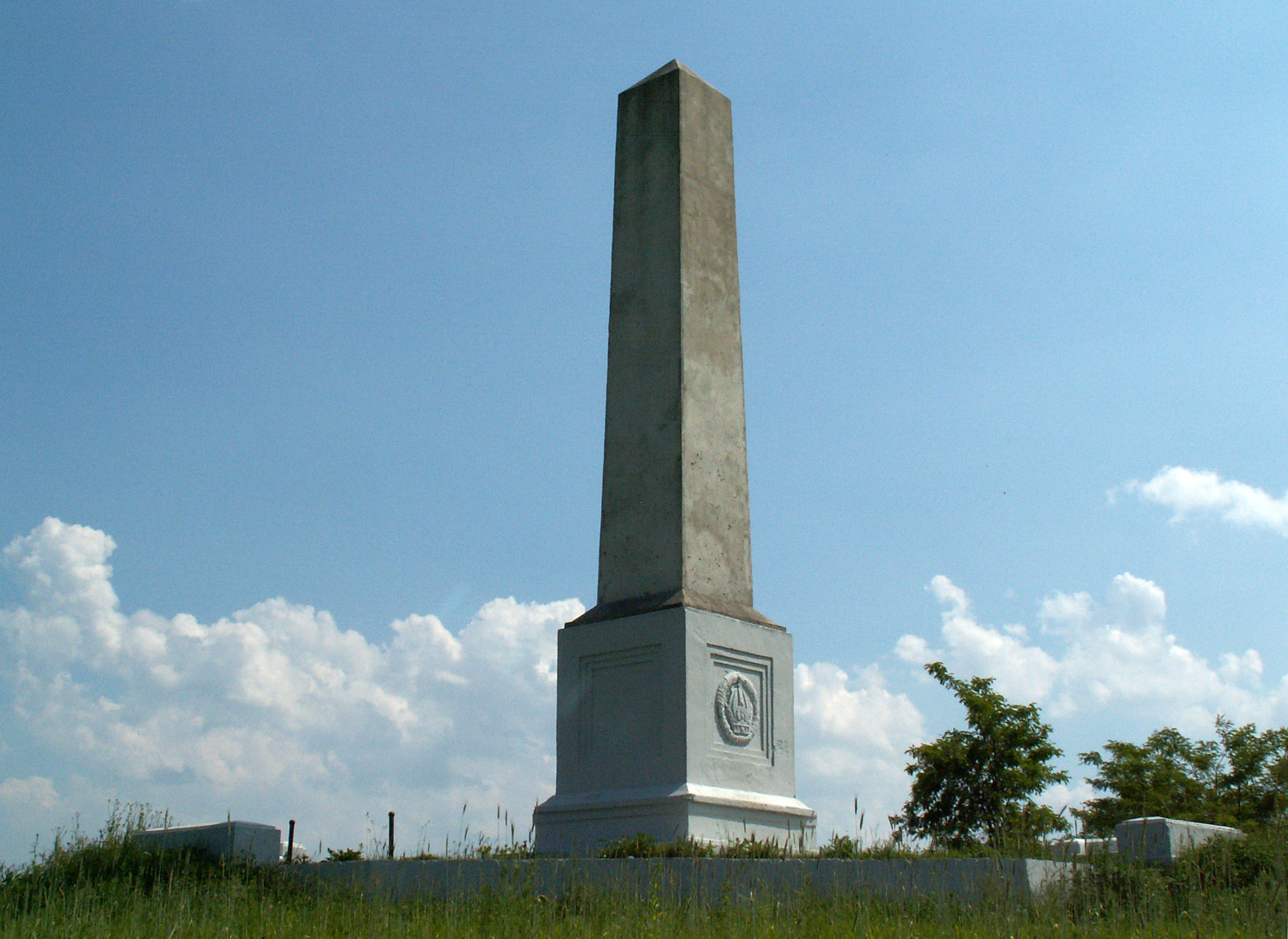
Weltkrieg-Denkmal am Hügel Kaim mit der deutschsprachigen Aufschrift:

Bieżanów ist ein ehemaliges Dorf an der Straße von der Krakauer Altstadt nach Wieliczka, im Stadtbezirk XII Bieżanów-Prokocim in Krakau in Polen.

## Geschichte
Der Ort wurde im Jahr 1212 als Besanouo erstmals urkundlich erwähnt, als das damals schon alte Dorf an das Krakauer Domkapitel kam. Der besitzanzeigende Name ist vom Personennamen Bieżan (vergleiche bieżeć – entfliehen) abgeleitet, die Form mit -rz- an der Stelle von -ż- wurde im 19. Jahrhundert benutzt.
Politisch zählte der Ort zunächst zum Königreich Polen (ab 1569 in der Adelsrepublik Polen-Litauen), Woiwodschaft Krakau, Kreis Szczyrzyc. 1422 wurde die römisch-katholische Pfarrei errichtet. 1464 wurde es vom Kasimir IV. Andreas vom polnischen ins Magdeburger Recht übertragen. Die Hufen wurden entlang des Flusses Serafa angelegt. 1636 wurde die gemauerte Kirche errichtet, die bis heute besteht.
Bei der Ersten Teilung Polens kam Bieżanów 1772 zum neuen Königreich Galizien und Lodomerien des habsburgischen Kaiserreichs (ab 1804). Nach der Aufhebung der Patrimonialherrschaften bildete es eine Gemeinde im Gerichtsbezirk Wieliczka.
Im Jahr 1856 wurde die Bahnlinie zwischen Krakau und Dębica durch Bieżanów (Bierzanów) eröffnet, im nächsten Jahr folgte die Zweiglinie nach Wieliczka, was den demographischen Charakter des Dorfs merklich änderte und u. a. die Industrialisierung initialisierte. Das Dorf gehörte ab 1873 zur Familie Czecz de Lindenwald, hatte damals um 220 Häuser mit um 1500 Einwohnern, eine Volksschule, eine Brennerei, eine Hütte, Gips und Kalk wurden gefördert. Die Kirche wurde 1885–1886 im neoromanischen Stil umgebaut.
Am 6. Dezember 1914 wurde der örtliche Hügel namens Kaim von russischen Truppen angegriffen. Die Österreicher drängten den Angriff zurück und errichteten im darauffolgenden Jahr ein Denkmal.
Nach dem Ende des Ersten Weltkriegs 1918 und dem Zusammenbruch der K.u.k.-Monarchie kam das Dorf zu Polen. Im Jahr 1921 hatte Bierzanów (die Form Bieżanów wurde erst im nächsten Jahr dauerhaft eingeführt) mit dem Weiler Kaim 2467 Einwohner, überwiegend polnischen (2465) Römisch-Katholiken (2466). Der Ort entwickelte sich weiter. Einige neue Fabriken wurden gegründet. Es entstand die Kolonia Bieżanów und ein kleiner Marktplatz.
Das westliche Teil von Bieżanów an der Grenze zu Prokocim, mit Häusern hauptsächlich entlang der heutigen Bieżanowska-Straße und wo die deutschen Besatzer einen großen Güterbahnhof unter dem Namen Krakau Plaszow Verschiebebahnhof bauten, wurde im Jahr 1941 nach Krakau eingemeindet, was erst am 25. Oktober 1948 mit rückwirkender Gültigkeit vom 18. Januar 1945 von polnischen Verwaltung bestätigt wurde. Im nicht eingemeindeten Teil des Dorfs wurde der Arbeitslager Julag III vom KZ Plaszow gegründet. Die Sowjets befreiten es am 22. Januar 1945.
In den 1960er Jahren wurde ein Heizwerk gebaut. Der Rest von Bieżanów wurde am 1. Januar 1973 an Krakau eingemeindet. In den 1970er Jahren begann der Bau von Plattenbau-Siedlungen, darunter von Nowy Bieżanów (Neues Bieżanów) im Westen, innerhalb des im Jahr 1941 eingemeindeten Teils. Das alte in 1973 angeschlossene Dorf wurde umgangssprachlich Stary Bieżanów (Altes Bieżanów) genannt. 1978 wurde es an der Straßenbahn Krakau angeschlossen.

## Persönlichkeiten
- Julian Groblicki (1908–1995), römisch-katholischer Geistlicher, Weihbischof in Krakau